# Средняя (Артюшинский сельсовет)
Средняя — деревня в Белозерском районе Вологодской области.
Входит в состав Артюшинского сельского поселения, с точки зрения административно-территориального деления — в Артюшинский сельсовет.
Расстояние по автодороге до районного центра Белозерска составляет 51,5 км, до центра муниципального образования села Артюшино — 11,5 км. Ближайшие населённые пункты — Карл Либкнехт, Остров Сладкий, Устье.
Население по данным переписи 2002 года — 5 человек.